# Bracon prosopidis
Bracon prosopidis är en stekelart som beskrevs av Jean-Jacques Kieffer och Jörgensen 1910. Bracon prosopidis ingår i släktet Bracon och familjen bracksteklar. Inga underarter finns listade.